# 2012年12月逝世人物列表
2012年逝世人物列表：1月 - 2月 - 3月 - 4月 - 5月 - 6月 - 7月 - 8月 - 9月 - 10月 - 11月 - 12月
2012年12月逝世人物列表，是用于汇总2012年12月期间逝世人物的列表。

## 依日期排序

### 1日
- 渡邊芳則，71歲，日本最大黑社會組織山口組第5代組長。病故。[1]
- 許作明，約54歲，中華民國駐史瓦濟蘭大使館一等秘書，在南非車禍身亡。[2]
- 唐耐心（Nancy Bernkopf Tucker），64歲，美國兩岸問題專家、喬治城大學教授。因卵巢癌復發病逝。[3]

### 4日
- 貝斯·庫珀（Besse Cooper），116歲，美國人，世界最老人瑞。壽終。[4]

### 5日
- 中村勘三郎 (18代目)，57歲，日本著名歌舞伎演員，因急性呼吸窘迫综合症逝世。[5]
- 林真，95歲，前中華人民共和國解放軍海軍副參謀長，病逝。[6]
- 戴夫·布魯貝克（Dave Brubeck），92歲，美國爵士樂大師，心臟衰竭在紐約病逝。[7]
- 奧斯卡·尼邁耶（Oscar Niemeyer），104歲，巴西建築物設計師, 1988年普利茲克獎得獎人，因呼吸道感染在里約熱內盧的醫院病逝。[8]
- 辜濂松，79歲，台灣企業家，中國信託金融控股公司董事長，因腦部腫瘤逝世。[9]

### 7日
- 陳文郁，88歲，台灣蔬果育種家，培育出的新品種蔬果總數超過1,000種。腦部失血過量，病逝。[10]

### 8日
- 孙波，52岁，中国石油天然气股份有限公司副总裁，因脑溢血昏迷医治无效逝世。[11]

### 9日
- 鄧紹斌，43歲，2003年在香港要求安樂死而引發傳媒關注，敗血症病逝。[12]
- 帕特里克·穆爾爵士（Sir Patrick Moore），89歲，英國業餘天文學家，主持BBC科學節目《仰望天空》超過50年。[13]
- 伍德蘭（N. Joseph Woodland），91歲，條碼發明人，阿茲海默症引發併發症病逝。[14]

### 10日
- 黃文彥，71歲，台灣桃園縣大溪黃日香豆干第三代傳人、中華民國前總統蔣經國的11位民間友人之一，病逝。[15]
- 丁德貞（西班牙語：Elviva Valentin Martin），89歲，西班牙籍修女，在台照護痲瘋病患逾半世紀，曾獲「醫療奉獻」獎，為「馬偕計畫」中，臺北市納入「長照體系」之首位外國人，病逝。[16]
- 拉索利（Musa Rasouli）, ?歲, 阿富汗西部寧羅茲（Nimroz）省警察局長，上班途中車子遭炸彈襲擊身亡。[17]

### 11日
- 拉維·香卡（英文：Ravi Shankar），92歲，印度音樂家、西塔琴大師。美國知名歌手諾拉·瓊絲（Norah Jones）的父親，病逝醫院。[18]

### 12日
- 角田美代子，64歲，日本兵庫縣尼崎市連續殺人棄屍的嫌犯，在拘留所內自縊身亡。[19]
- 杨怀庆，74歲，中国人民解放军海军政治委員（1995年7月─2003年6月），病逝。[20]
- 李瑞然，90歲，廣州著名「掃街」攝影師[21]。

### 13日
- 莫里斯·荷索（Maurice Herzog），93岁，法国登山家，1950年登顶安纳布尔纳峰，為人类首次登顶海拔8,000米以上的高峰，壽終。[22]

### 15日
- 屠守锷，95歲，中國第一款洲際導彈DF-5總設計師，病逝。[23]

### 16日
- 埃尔伍德·詹森，92岁，美国医学家。[24]

### 17日
- 耿世民，83歲，突厥语文學家，中央民族大学教授。[25]
- 陶诗言，95岁，中国科学院院士，气候学家，病逝。[26]
- 丹尼尔·井上（Daniel Ken Inouye,），88歲，日裔美國代表夏威夷州的聯邦參議院議員，肺氣腫併發症病逝。[27]
- 狄娜·曼佛瑞迪尼（Dina Manfredini），115歲，美國女性，於同月4日接替貝斯·庫珀成為世界最老人瑞，壽終。[28]

### 18日
- 米長邦雄，69歲，日本將棋聯盟會長，前列腺癌病逝。[29]
- 馮鵬年，84歲，台灣首位氣象主播，淋巴癌病逝。[30]

### 19日
- 麥繼安，62歲，香港電台監制，2008年獲浸會大學傳理學院「傑出傳理人獎」。[31]

### 21日
- 台灣死刑犯槍決：曾思儒、洪明聰、黃賢正、陳金火、廣德強與戴德穎。[32]

### 22日
- 陳林連花，90歲，高雄市長陳菊之母，壽終。[33]
- 林敬益，73岁，马来西亚民政党前主席，曾在马来西亚内阁担任能源、水务及通讯部部长，因癌症病逝。[34]
- 萊恩·佛瑞爾（Ryan Freel），36歲，曾為美國職棒大聯盟辛辛那提紅人隊球員，自宅舉槍自盡。[35]
- 胡代光，94歲，著名經濟學家，第七屆全國人大常委會委員，第六屆、七屆、八屆民革中央委員會常務委員，北京大學經濟學院原院長。病逝。 [36]

### 23日
- 吴建屏，78岁，中国神经生理学家，中国科学院院士，病逝醫院。[37]
- 馮華君，31歲，蘋果中文輸入法開發者，鼻咽癌病逝。[38]

### 24日
- 傑克·克盧格曼（Jack Klugman），90歲，美國老牌演員，電視劇《神勇法醫官》飾演昆西醫生。[39]
- 查理士·邓宁（Charles Durning），89歲，美國老牌演員，壽終。[40]

### 25日
- 中澤啟治（日語：中沢 啓治），73歲，日本漫畫家，廣島市原子彈爆炸倖存者、核爆題材漫畫《赤腳阿源》作者，肺癌病逝。[41]
- 黃淑琦，41歲，台灣服裝造型設計師，酒醉失足墜樓身亡。[42]
- 姚南光，47歲，台灣皇象實業董事長，曾任台灣太平洋證券投資顧問股份有限公司董事長，墜樓自殺。[43]

### 26日
- 朱丁順，86歲，台灣屏東縣恆春民謠演唱家，病逝醫院。[44]
- 顏元叔，80歲，台灣著名的散文家及英語教育家，因肝癌病逝醫院。[45]
- 芳德拉·貝絲（Fontella Bass），72歲，美國老牌藍調女歌手，1960年代暢銷名曲《救救我》（Rescue Me）主唱，心臟病於家鄉新聖路易斯的醫院病逝。[46]

### 27日
- 諾曼·史瓦茲柯夫，78歲，美國陸軍退休四星上將，波斯灣戰爭盟軍指揮官，因肺積水併發症病逝。[47]
- 谷口節（谷口 節），65歲，日本聲優。[48]
- 傑瑞安德森（Gerry Anderson），83歲，英國導演。創作出科幻影集「雷鳥神機隊」。阿茲海默症病逝。[49]
- 厉鼎毅，82岁，美国国家工程院院士、中国工程院外籍院士，光波分复用系统奠基人，中華民國中央研究院第20屆(數理科學組)院士，心臟病[50][51]

### 28日
- 陈梦熊，96岁，中国科学院资深院士，水文地质学家。[52]
- 喬治·派特森，92岁，蘇格蘭工程師和傳教士。[53]

### 29日
- 王双庆，80歲，中國滑稽劇表演藝術家。[54]
- 喬蒂·辛赫·潘迪（Jyoti Singh Pandey；之前印度媒體曾對她的化名稱呼為尼爾巴婭，即Nirbhaya），23歲，2012年德里輪姦案受害女大學生，因傷勢過重於新加坡的醫院去世。[55]

### 30日
- 丽塔·列维-蒙塔尔奇尼，103歲，意大利著名女生物學家，壽終家中。[56]
- 貝雅特·西洛塔·戈登，89歲，奧地利出生的美國表演藝術家暨女權主義者，日本戰後憲法起草人之一，胰腺癌病逝。[57]
- 後藤慶 (K)，31歲，日本樂團 Pay money To my Pain 主唱，因急性心肺衰竭在家中去世。

### 31日
- 楊登魁，74歲，台灣影視大亨，柏合麗娛樂傳媒董事長，八大電視股份有限公司榮譽主席，因腦中風惡化病逝。[58]